# 奄美カトリック迫害

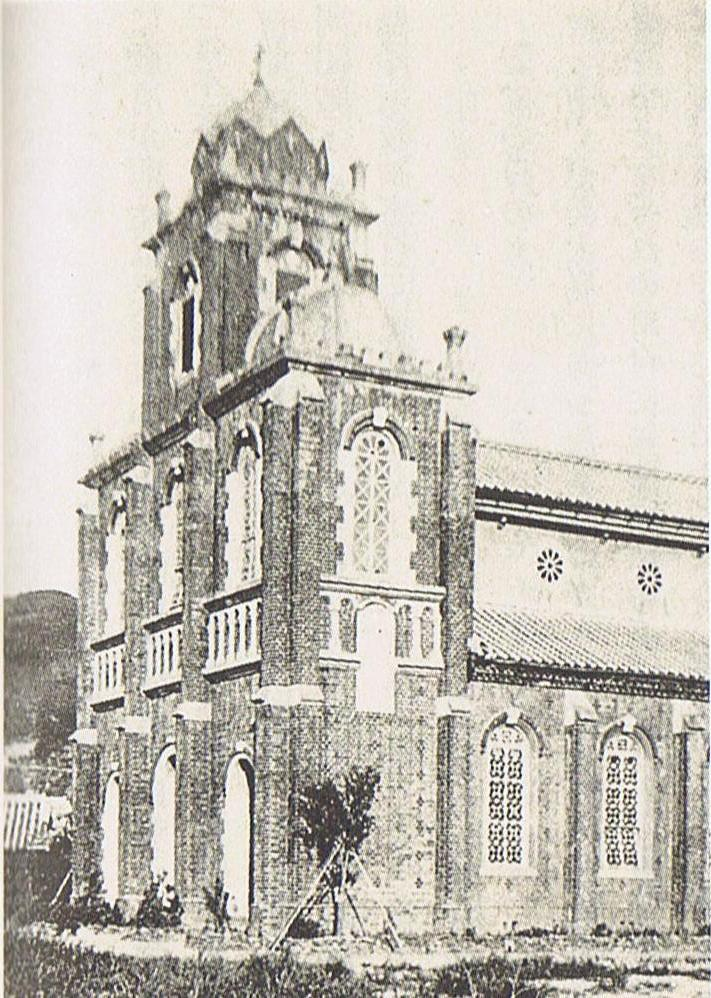
カトリック聖心教会。聖堂上の十字架が切り倒され、日の丸になった。

奄美カトリック迫害（あまみカトリックはくがい）は、奄美大島で日本のカトリック教会の教役者、信徒らに加えられた迫害である。

## 奄美での宣教活動
1891年（明治24年）に最初のカトリックの洗礼が行われた。フェリエ神父は初代教会のように数千人の人に洗礼を授けた夢を見たと語っていたという。1923年（大正12年）に信徒数は4057人を数えた。
1922年（大正11年）にカナダのフランシスコ会モーリス・ベルタン神父が奄美を来訪したとき、住民らの願いがあり、1924年（大正13年）にミッションスクールの大島高等女学校が開校した。1925年（大正14年）、町が提供した600坪の敷地に鉄筋コンクリート2階建ての校舎が完成した。1927年（昭和2年）8月に昭和天皇が来島。同年10月に教皇使節マリオ・ジャルディーニ大司教が来島。
日本の敗戦後の1946年（昭和21年）、カトリック信者、ホーリネス、米軍が共にクリスマスを祝う。1991年（平成3年）時点での奄美大島のカトリック教会数は29、信者数は4300人である。

## 迫害の経緯
1923年（大正12年）にカトリック信徒の中学生2人が高千穂神社の参拝を拒否し、退学となった。『鹿児島新聞』1924年10月11日号はこの事件にふれ「現在同島の三分の一はキリスト信者となり、その結果、過激の言動をなすものが増加し来たり」と報道した。ただし、宮下正昭は当時の信者のパーセンテージを5.6％としている。『鹿児島新聞』1924年10月31日号は大島高女が教育勅語を奉読していないとして非難した。
1933年（昭和8年）に邪教排撃運動がおこり、名瀬町民大会は国体に反するとされた大島高等女学校の即時撤廃をもとめる決議文を宣言し、同年12月に翌年3月31日限りで廃校とすることが文部省に認可された。教育勅語への不敬があったとして1934年（昭和9年）の臨時議会で廃校が決議。奄美のカトリック信者は日本宗教への改宗を強要される。軍人はカトリック信徒を集めて監禁し、背教しないと殺すと脅した。青年団員はカトリック信徒宅に押し入って十字架、ロザリオ、祈祷書を奪い、かわりに天照大神の札を貼った。憲兵は「天皇とキリストのどちらが偉いか」詰問した。教会は襲撃される。
奄美大島要塞司令部の1934年（昭和10年）の報告書は「カ教教義は国体・国民精神と相いれず、かつ部落の統一・平和を害する」としている。奄美大島要塞司令部は、1936年（昭和11年）8月にカトリック教徒の転向の状況を調査し、9月25日付けで陸軍次官あてに報告している。
同年瀬戸内国防協会は大会を開いて、「国土防衛の生命線たる奄美大島におけるスパイ容疑外人、並びに邪教カトリックの徹底的殲滅を期す」と決議。聖心教会の聖堂内の十字架は壊された。大笠利の教会は焼失した。迫害の中、11月に14のカトリック教会は鹿児島県に無償譲渡された。1937年（昭和12年）に町村に無償で払い下げられ、役場となった聖心教会の十字架は切り倒されて、かわって日の丸が掲げられた。カトリック信者の家は、防空演習のためとして、順繰りに放水され、家中が水浸しになった。肺病の少女がいたカトリックの家も一連の防空演習により、少女が寝ていた布団ごと水に浸かった。商家では放水され売り物が被害を受けた。

## 関連書籍
- 『南島におけるキリスト教の受容』安斎伸 第一書房 1984 ISBN 9784804205144
- 『聖堂の日の丸-奄美カトリック迫害と天皇教』宮下正昭　南方新社 ISBN 4931376266
- 『日本キリスト教宣教史』中村敏 いのちのことば社 ISBN 4264027438